# Etnoveterinaria
L'etnoveterinaria si occupa dello studio di pratiche veterinarie tradizionali, messe in opera da società tradizionali.  
Nelle società rurali occidentali, l'etnoveterinaria si occupa sia della percezione popolare della salute animale e della sua prevenzione, sia dei suoi metodi diagnostici e di cura tradizionali.
Le conoscenze etnoveterinarie sono spesso rappresentate da un "corpus" notevole di conoscenze dell'etnobotanica, per ciò che concerne ad esempio la scelta e la somministrazione tradizionale di:
1. foraggi particolari per migliorare la qualità delle carne e/o dei latticini, o per prevenire particolari patologie;
2. rimedi naturali per curare gli animali.

L'orizzonte dell'etnoeveterinaria va in ogni caso ben oltre quello dell'etnobotanica e si incentra su tutta quella complessa rete di conoscenze popolari inerenti all'intero "management" della salute animale.